# Kepler Input Catalog
Kepler Input Catalog (KIC) — публичная поисковая база данных о 13,2 миллионах целей Kepler Spectral Classification Program (SCP) и «Кеплер».
Каталог создавался специально для миссии «Кеплер», т. к. на тот момент ни один из каталогов не соответствовал полностью потребностям рабочей группы. Включает в себя данные о массе, радиусе, эффективной температуре, металличности, спектре и др. В него входят объекты до 21m звёздной величины.
Объекты для Kepler SCP были исследованы в рамках проекта 2MASS. С помощью астрономического спутника Кеплер может быть обнаружена только часть (около 1/3 от каталога). Из 13,2 млн объектов каталога, лишь 4,5—6,5 млн попадают в поле обзора космического телескопа «Кеплер».